# Iporanga
Iporanga là một đô thị ở bang São Paulo của Brasil. Đô thị này nằm ở vĩ độ 24º35'09" độ vĩ nam và kinh độ 48º35'34" độ vĩ tây, trên khu vực có độ cao 81 m. Dân số năm 2004 ước tính là 4.535 người. 

## Thông tin nhân khẩu
Dữ liệu dân số theo điều tra dân số năm 2000
Tổng dân số: 4.562
- Dân số thành thị: 2.076
- Dân số nông thôn: 2.486
- Nam giới: 2.370
- Nữ giới: 2.192

Mật độ dân số (người/km²): 3,93
Tỷ lệ tử vong trẻ sơ sinh dưới 1 tuổi (trên một triệu người): 26,70
Tuổi thọ bình quân (tuổi): 66,28
Tỷ lệ sinh (số trẻ trên mỗi bà mẹ): 3,01
Tỷ lệ biết đọc biết viết: 80,89%
Chỉ số phát triển con người (HDI-M): 0,693
- Chỉ số phát triển con người - Thu nhập: 0,592
- Chỉ số phát triển con người - Tuổi thọ: 0,688
- Chỉ số phát triển con người - Giáo dục: 0,798

(Nguồn: IPEADATA)